# Allocasuarina portuensis
Allocasuarina portuensis là một loài thực vật có hoa trong họ Casuarinaceae. Loài này được L.A.S.Johnson mô tả khoa học đầu tiên năm 1989.

## Hình ảnh

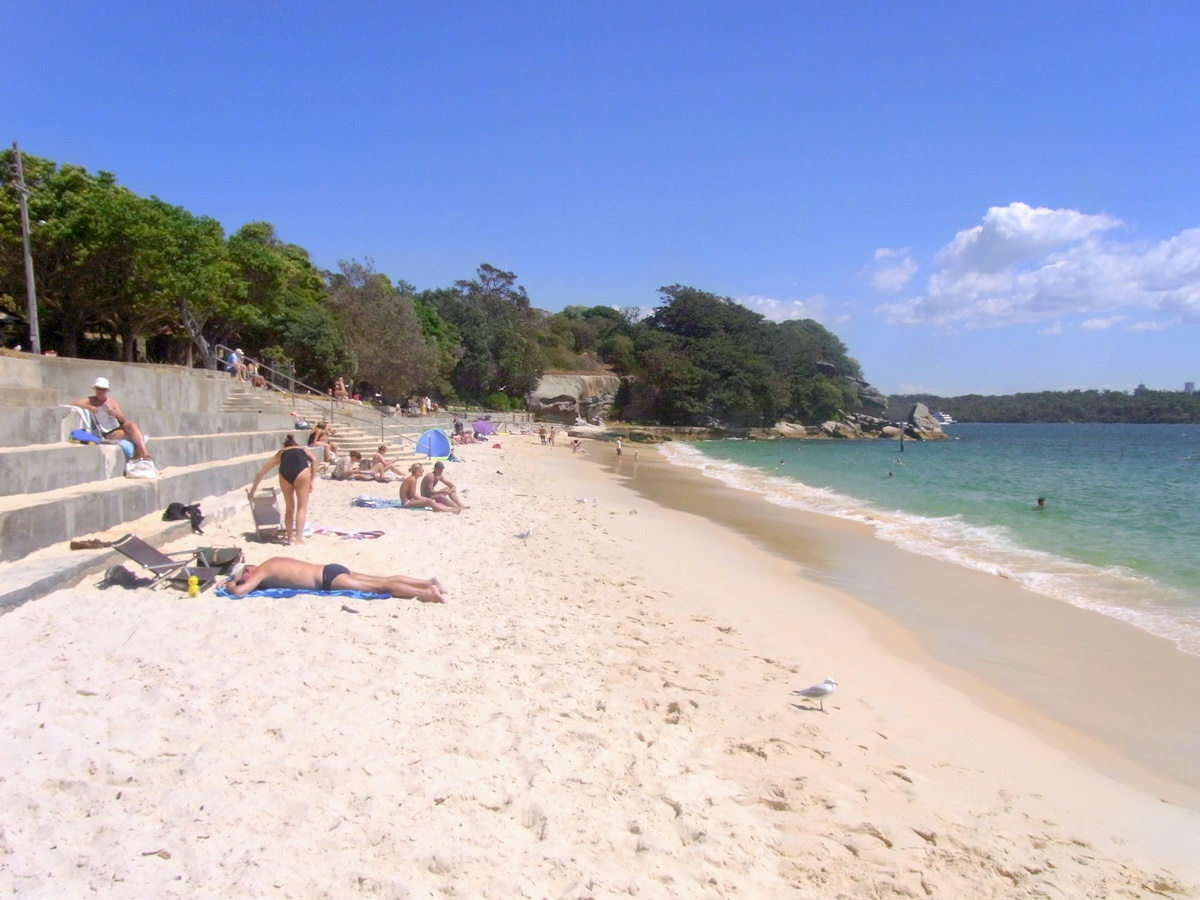